# 仔犬のワルツ
『仔犬のワルツ』（こいぬのワルツ）は、日本テレビ50周年記念番組として2004年4月17日から同年6月26日まで、同局系「Surprise Saturday」枠で放送されたテレビドラマ。主演は安倍なつみ。
主人公が視覚障害者役であるため、副音声では視覚障害者のために場面解説を放送している。解説担当者は石丸博也。

## あらすじ
湖畔のホテルでマッサージ師として働くも同僚から虐められる盲目の少女・桜木葉音の心の支えは、ペットショップの仔犬と話すことと、卒園した養護施設に夜に忍び込んでピアノを弾くことだった。一方、水無月家の後継者になるべく、ピアノの才能を持つ人物を探す水無月芯也は、養護施設でピアノを弾く謎の人物を探していた。その人物が葉音だと知ると、芯也は彼女に「パーフェクトピッチ」という、一度聞いた曲を完璧に弾ける才能があることを知る。そして、葉音は水無月家の相続争いに巻き込まれることになる。

## キャスト
桜木葉音（さくらぎ はおと）〈18〉
演 - 安倍なつみ
本作の主人公。養護施設で育った盲目の少女。孤独であり養護施設ではピアノを弾く事だけが楽しみだった。マッサージ師として働いていた所を芯也に見いだされる。一度聞いた曲を完璧に弾く事が出来る「パーフェクトピッチ」と呼ばれる才能を持つ一人。
水無月芯也（みなづき しんや）〈32〉
演 - 西島秀俊
葉音に協力する水無月家の養子。事故死した水無月家の次男で天才ピアニストだった鍵二の代わりとして引き取られたが、その実力が鍵二に及ばないと見なされたことで奏太郎の興味を失い、水無月家で一番立場が弱い。
水無月奏太郎（みなづき そうたろう）〈64〉
演 - 竜雷太
東都音楽大学の学長・教授で水無月家の主。後継者争いで様々な試練を与える。
水無月器一（みなづき きいち）〈40〉
演 - 風間トオル
水無月家の長男で、東都音楽大学事務局長。生きる為に必要な物は「家族」と語る。
水無月譜三彦（みなづき ふみひこ）〈36〉
演 - 岡本健一
水無月家の三男で、警備担当。オートバイで事故を起こし、同乗していた双子の兄・鍵二を殺してしまった罪悪感と、どうせ水無月家の家督は回ってこないという諦念から身を持ち崩していたが、奏太郎が引き起こした後継者争いに参加する。
水無月律子（みなづき りつこ）〈34〉
演 - 杉浦幸
水無月家の長女で唯一の女性跡取り、楽器管理担当。お嬢様として育てられた為、我が儘で高飛車な性格。生きる為に必要なのは「愛」と言うように人一倍愛に飢え、芯也を目の敵にしている。
水無月唱吾（みなづき しょうご）〈25〉
演 - 塚地武雅（ドランクドラゴン）
水無月家の四男で、経理担当。生きる為に必要なのは「金」と語る。他の兄弟と余りに似ていない己の顔にコンプレックスを抱いている。金の為ならどんな手も使い、金にはうるさい。森歌乃（近野成美）をパートナーに後継者争いを繰り広げる。
水無月千世（みなづき ちせ）〈59〉
演 - 赤座美代子
奏太郎の妻。有名なヴァイオリニストだったが、息子を失った精神的ショックで入院。時に、大学に無理やり来ようとする。
ノッティー〈19〉
演 - 市原隼人
律子のパートナー。カリスマバンドのキーボード奏者。本名、苗字は能登（のと）。名前は不明。
宝生光（ほうしょう ひかり）〈18〉
演 - 加藤夏希
譜三彦のパートナー。不良少女だが、手先が器用。かつてピアノを習っていた。
志賀知樹（しが ともき）〈19〉
演 - 忍成修吾
東都大学の学生で華子のパートナーであり、息子でもある。学生の中からテストに参加した。様々な卑怯な手で勝ち残ろうとする。
森詩乃（もり うたの）〈18〉
演 - 近野成美
唱吾のパートナーで葉音とは良き友に。東都音楽大学を中退した。万引癖がある。
鴻池聖香（こうのいけ せいか）〈19〉
演 - 松下奈緒
器一のパートナー。海外のコンクールでの優秀な成績を誇る天才ピアニスト。クールな性格だがそれにも訳がある。演じる松下はこのドラマで女優デビューし、実際に劇中で弾いている。
輪島舞子（わじま まいこ）〈30〉
演 - 三浦理恵子
奏太郎の秘書で、テストを取り仕切る。本名は小暮さやか。
片岡久枝（かたおか ひさえ）〈55〉
演 - 酒井和歌子
女医。奏太郎の主治医で、千世を見守っている。
志賀華子（しが はなこ）〈48〉
演 - 小柳ルミ子
東都音楽大学の教授。息子の知樹を可愛がり、不正の手伝いをする。
辰巳幸子（たつみ さちこ）
途中から参加した少女。人の心を読んでしまうことを嫌い、覆面を被っている。
小暮雅夫
演 - 谷啓（第3話 - ）
一連の事件を担当する刑事。長い間娘と連絡を取っていない。
宮西裕貴
演 - 袴田吉彦（第3話 - ）
刑事。小暮の部下。葉音に惚れ込んでいく。
今井勝之〈42〉
演 - 山寺宏一
精神科医で千世の担当医。千世に恋愛感情を抱く。
勝浦所長
演 - 須永慶

### ゲスト

#### 第1話
倉田房雄〈80〉
演 - 小林桂樹（特別出演）
養護施設園長。
その他
SYU、YAMA-B（ガルネリウス）

#### 第2話
松野耕造
演 - 奥村公延
ピアノ調律師。
小林涼子
演 - 大堀恵（第3話 - 第5話）

#### 第3話
中村フミヨ
演 - 菅井きん
人形師。

#### 第4話
池田要
演 - 川崎麻世
空間コーディネーター。

#### 第5話
榊アツミ
演 - 多岐川裕美
死刑囚。

#### 第6話
辰巳由貴
演 - 黒田福美（第7話）
千世の妹で幸子の母。

#### 第10話
看護師
演 - 森下千里

## スタッフ
- 企画 - 野島伸司
- 脚本 - 吉野万理子、（最終話のみ）野島伸司
- 演出 - 吉野洋、長沼誠、大谷太郎、西村了
- 音楽 - 千住明
- 副音声解説 - 石丸博也
- プロデューサー - 伊藤響、北島和久（日本テレビアート）、大塚泰之（三城）
- チーフプロデューサー - 梅原幹
- ピアノ演奏指導 - 西由紀子
- ピアノアレンジ - 石坂慶彦
- ドッグトレーナー - 宮忠臣
- 医療指導 - 堤邦彦
- マッサージ指導 - 東京衛生学園専門学校
- タイトルバック - 西村了
- ボディスタント - FCプラン
- ポスプロ - 映広
- 協力 - 杉並区視覚障害者福祉協会

## 主題歌
- 安倍なつみ「だって 生きてかなくちゃ」（アップフロントワークス）
  - ビデオクリップ監督は河谷英夫
  - オリコン最高位7位

## 挿入曲
- 千住明「GLORIA〜希望の光〜」

場面に応じて「Piano ver.」、「String Quartet ver.」、「Soft ver.」、「Orchestra ver.」、「Appassionata ver.」の5つのバージョンが使い分けられた。

## サブタイトル
| 第1話                                           | 2004年 4月17日 | 盲目の少女の友達は小犬だけ… 神様は愛と涙と宿命のピアノを与えた | 9.5%  |
| 第2話                                           | 4月24日        | 耳の才能?100人のピアノバトルを生き残れ!                        | 11.6% |
| 第3話                                           | 5月01日        | 怪物ピアニスト養成ギプス!5時間弾き続けよ!                      | 8.3%  |
| 第4話                                           | 5月08日        | 恐怖の12の箱…夜が明けるまで決して出れない!                     | 8.7%  |
| 第5話                                           | 5月15日        | 女子刑務所ピアノバトル! 心で奏でる音は美しい死刑囚の涙を誘う!? | 8.9%  |
| 第6話                                           | 5月22日        | 花                                                             | 9.4%  |
| 第7話                                           | 5月29日        | 心                                                             | 8.5%  |
| 第8話                                           | 6月05日        | トンネルで見た幽霊は？                                         | 6.6%  |
| 第9話                                           | 6月12日        | 人間嫌いの野良犬                                               | 7.3%  |
| 第10話                                          | 6月19日        | 衝撃のラスト                                                   | 5.7%  |
| 最終話                                          | 6月26日        | ついに最終決着!すべての謎が明らかになる                        | 8.0%  |
| 平均視聴率 8.5%（ビデオリサーチ調べ・関東地区） |                |                                                                |       |

※ 5月22日放送の第6話は、日朝首脳会談に関する「NNN報道特別番組」のため22:25 - 23:19に85分繰り下げて放送された。

## 関連商品

### 映像ソフト
副音声はなく、音声はステレオ収録。
- 仔犬のワルツ DVD-BOX（2004年9月22日 バップ、VPBX-12903）下記4作品を同梱
  - DVD-BOXにはVol.4にBOXのみの特典映像が収録されている。
- 仔犬のワルツ Vol.1（2004年9月22日　バップ、VPBX-12093）
- 仔犬のワルツ Vol.2（2004年9月22日　バップ、VPBX-12094）
- 仔犬のワルツ Vol.3（2004年9月22日　バップ、VPBX-12095）
- 仔犬のワルツ Vol.4（2004年9月22日　バップ、VPBX-12096）

### サントラ盤
- 仔犬のワルツ オリジナルサウンドトラック（2004年5月14日）
  - ※「GLORIA～希望の光～」の「Appassionata ver.」は収録されていない（DVD-BOXの特典映像には収録されている）。